# Carl-Johan Björk
Carl-Johan Björk, född 26 februari 1982 i Stockholm, är en tidigare amerikansk fotbollsspelare (linebacker) i NFL och NFL Europe. Han spelade tre säsonger för Amsterdam Admirals i NFL Europa och har också varit på träningstrupperna i Dallas Cowboys, Green Bay Packers och Cincinnati Bengals mellan 2006 och 2009. 
Björk figurerar som kommentator i Viasat sports NFL-sändningar.